# Tetraponera platynota
Tetraponera platynota é uma espécie de formiga do gênero Tetraponera, pertencente à subfamília Pseudomyrmecinae.